# Solanum cochabambense
Solanum cochabambense är en potatisväxtart som beskrevs av Friedrich August Georg Bitter. Solanum cochabambense ingår i släktet skattor som ingår i familjen potatisväxter. Inga underarter finns listade i Catalogue of Life.